# Isodromus uwajimensis
Isodromus uwajimensis är en stekelart som beskrevs av Tachikawa 1963. Isodromus uwajimensis ingår i släktet Isodromus och familjen sköldlussteklar. Inga underarter finns listade i Catalogue of Life.